# Tour de France 2011/14. Etappe
Die 14. Etappe der Tour de France 2011 am 16. Juli führte über 168,5 Kilometer von Saint-Gaudens zum Plateau de Beille, wo mit der Bergwertung der Hors Catégorie die zweite Bergankunft dieser Tour de France stattfand. Auf dieser Hochgebirgsetappe gab es weiterhin eine Sprintwertung und noch je zwei Bergwertungen der 1. und 2. sowie eine der 3. Kategorie. Es gingen noch 171 der 198 gemeldeten Fahrer an den Start.

## Rennverlauf
Gleich nach dem Start begannen die Attacken und erneut war Sylvain Chavanel dabei, der sich diesmal auch absetzen konnte. Er wurde von 19 weiteren Fahrern eingeholt, so dass sich eine 20-köpfige Spitzengruppe bildete, die von sieben weiteren Fahrern verfolgt wurde, von denen drei wieder abgehängt wurden, während Rubén Pérez, Jérôme Pineau Rui Costa und Adriano Malori zu den Spitzenreitern aufschließen konnten. Vor dem Zusammenschluss gelang es Mickaël Delage, die erste Bergwertung und auch den Zwischensprint für sich zu entscheiden. Gemeinsam schaffte es die nun 24-köpfige Spitzengruppe, den Vorsprung auf über sechs Minuten zu vergrößern. Auch den zweiten Gipfel erreichte Delage als Erster, gefolgt von Chavanel. Im Hauptfeld, das weiterhin vom Team Europcar geführt wurde, verlor Mark Cavendish den Anschluss, wurde aber von Bernhard Eisel wieder herangeführt. In der Abfahrt wurde Costa abgehängt, während vorn Julien El-Farès attackierte, gefolgt von Sandy Casar und später auch David Millar. Gemeinsam erreichten sie einen Vorsprung von über zwei Minuten auf ihre Verfolger, zu denen auch Costa wieder der Anschluss gelang, und über neun Minuten auf das Hauptfeld.
Am Fuß zum vierten Berg, dem Col d’Agnes, griff Christophe Riblon die Verfolgergruppe an, wobei vier Fahrer abgehängt wurden. Auch im Feld wurde durch Leopard Trek nun das Tempo erhöht und es bildete sich ein Gruppetto. Riblon gelang es, zur dreiköpfigen Spitzengruppe aufzuschließen, kurz darauf verlor Millar den Anschluss. Zu ihm schloss Jegor Silin auf. Daraus bildete sich nun eine neunköpfige Spitzengruppe, die aus Silin, El-Farès, Jens Voigt, Casar, Riblon, Millar, Rémy Di Gregorio, Gorka Izagirre, Xabier Zandio und Anthony Charteau bestand, zu der auch Linus Gerdemann und Chavanel den Anschluss fanden. Unterdessen wurde mit Kristijan Koren der erste der Ausreißergruppe wieder eingeholt, später auch Pineau. An der Bergwertung holte sich Chavanel vor Charteau die meisten Punkte.
In der Abfahrt konnte sich Izagirre absetzen. Weiter hinten kam Laurens ten Dam zu Fall, konnte aber weiterfahren. Izagirre gewann die fünfte Bergwertung. In dieser Abfahrt kam Voigt zweimal zu Fall und fiel in der Folge zurück ins Feld. Luis León Sánchez und Marco Marcato aus der zweiten Verfolgergruppe, die zur ersten aufgeschlossen haben, attackierten nun, wurden aber wieder gestellt. Nun bildete sich eine Fünfergruppe aus Millar, Ruben Pérez, Bauke Mollema, Marcato und El-Farès, die die Verfolgung des Spitzenreiters aufnahmen und es kam wieder zum Zusammenschluss, auch mit anderen Fahrern. Als Nächstes griff Chavanel an, der wiederum von Sánchez und Rubén Pérez gestellt wurde, Letzterer konnte sich noch am längsten vorne halten und kam als Erster am Schlussanstieg an.
Im Schlussanstieg folgte eine Attacke von Casar, der die Führung übernahm. Die von Leopard Trek geführte Favoritengruppe kam nun aber näher heran, wobei viele Fahrer aus dieser Gruppe herausfielen. Der Führende wurde unterdessen von Riblon und Zandio verfolgt. Danach kam es zu einigen Angriffen in der Favoritengruppe, zu der auch weiterhin Thomas Voeckler gehörte, oftmals von Andy Schleck, allerdings konnte sich niemand entscheidend absetzen. Der noch vor der Gruppe liegende Jelle Vanendert attackierte und übernahm die Führung von Casar, der darauf von der Favoritengruppe eingefangen wurde. Aus dieser heraus griff auch Samuel Sánchez an, der Vanendert aber nicht mehr einholen konnte. So ergab sich das umgekehrte Resultat des Anstiegs nach Luz-Ardiden: Vanendert, der auch das Gepunktete Trikot eroberte, gewann vor Sánchez.
Die Spitzengruppe umfasste zu diesem Zeitpunkt noch neun Fahrer: Cadel Evans, Andy Schleck, Fränk Schleck, Jean-Christophe Péraud, Voeckler, Ivan Basso, Alberto Contador, Rigoberto Urán und Pierre Rolland, aus denen heraus es noch einige Angriffe gab. Wie auf der 12. Etappe erreichte einer der Schleck-Brüder noch vor den übrigen Favoriten das Ziel. Diesmal war es Andy, der zwei Sekunden auf die übrigen Favoriten herausfahren konnte.

## Bergwertungen
| Col de Portet-d’Aspet Kategorie 2 nach 26,5 km auf 1069 m 4,3 km bei 9,7 % |             |                        |        |
| 1.                                                                         | Frankreich  | Mickaël Delage (FDJ)   | 5 Pkt. |
| 2.                                                                         | Niederlande | Bauke Mollema (RAB)    | 3 Pkt. |
| 3.                                                                         | Frankreich  | Sylvain Chavanel (QST) | 2 Pkt. |
| 4.                                                                         | Frankreich  | Sandy Casar (FDJ)      | 1 Pkt. |

| Col de la Core Kategorie 1 nach 62,5 km auf 1395 m 14,1 km bei 5,7 % |             |                         |         |
| 1.                                                                   | Frankreich  | Mickaël Delage (FDJ)    | 10 Pkt. |
| 2.                                                                   | Frankreich  | Sylvain Chavanel (QST)  | 8 Pkt.  |
| 3.                                                                   | Frankreich  | Sandy Casar (FDJ)       | 6 Pkt.  |
| 4.                                                                   | Niederlande | Bauke Mollema (RAB)     | 4 Pkt.  |
| 5.                                                                   | Frankreich  | Arthur Vichot (FDJ)     | 2 Pkt.  |
| 6.                                                                   | Spanien     | Luis León Sánchez (RAB) | 1 Pkt.  |

| Col de Latrape Kategorie 2 nach 94 km auf 1110 m 5,6 km bei 7,2 % |                        |                         |        |
| 1.                                                                | Frankreich             | Sandy Casar (FDJ)       | 5 Pkt. |
| 2.                                                                | Frankreich             | Julien El-Farès (COF)   | 3 Pkt. |
| 3.                                                                | Vereinigtes Konigreich | David Millar (GRM)      | 2 Pkt. |
| 4.                                                                | Frankreich             | Christophe Riblon (ALM) | 1 Pkt. |

| Col d’Agnes Kategorie 1 nach 109 km auf 1570 m 10,0 km bei 8,2 % |            |                        |         |
| 1.                                                               | Frankreich | Sylvain Chavanel (QST) | 10 Pkt. |
| 2.                                                               | Frankreich | Anthony Charteau (EUC) | 8 Pkt.  |
| 3.                                                               | Spanien    | Gorka Izagirre (EUS)   | 6 Pkt.  |
| 4.                                                               | Frankreich | Rémy Di Gregorio (AST) | 4 Pkt.  |
| 5.                                                               | Frankreich | Sandy Casar (FDJ)      | 2 Pkt.  |
| 6.                                                               | Frankreich | Christophe Riblon ()   | 1 Pkt.  |

| Port de Lers Kategorie 3 nach 118 km auf 1517 m 3,8 km bei 5,5 % |            |                        |        |
| 1.                                                               | Spanien    | Gorka Izagirre (EUS)   | 2 Pkt. |
| 2.                                                               | Frankreich | Anthony Charteau (EUC) | 1 Pkt. |

| Plateau de Beille Kategorie H nach 168,5 km auf 1780 m 15,8 km bei 7,9 % |            |                        |         |
| 1.                                                                       | Belgien    | Jelle Vanendert (OLO)  | 40 Pkt. |
| 2.                                                                       | Spanien    | Samuel Sánchez (EUS)   | 32 Pkt. |
| 3.                                                                       | Luxemburg  | Andy Schleck (LEO)     | 24 Pkt. |
| 4.                                                                       | Australien | Cadel Evans (BMC)      | 16 Pkt. |
| 5.                                                                       | Kolumbien  | Rigoberto Urán (SKY)   | 8 Pkt.  |
| 6.                                                                       | Spanien    | Alberto Contador (SBS) | 4 Pkt.  |

## Punktewertung
| Zwischensprint in Orgibet nach 36,5 km auf 647 m |                        |                         |         |
| 1.                                               | Frankreich             | Mickaël Delage (FDJ)    | 20 Pkt. |
| 2.                                               | Vereinigtes Konigreich | David Millar (GRM)      | 17 Pkt. |
| 3.                                               | Frankreich             | Maxime Bouet (ALM)      | 15 Pkt. |
| 4.                                               | Frankreich             | Sandy Casar (FDJ)       | 13 Pkt. |
| 5.                                               | Frankreich             | Arthur Vichot (FDJ)     | 11 Pkt. |
| 6.                                               | Niederlande            | Bauke Mollema (RAB)     | 10 Pkt. |
| 7.                                               | Slowenien              | Kristijan Koren (LIQ)   | 9 Pkt.  |
| 8.                                               | Frankreich             | Julien El-Farès (COF)   | 8 Pkt.  |
| 9.                                               | Frankreich             | Christophe Riblon (ALM) | 7 Pkt.  |
| 10.                                              | Frankreich             | Rémy Di Gregorio (AST)  | 6 Pkt.  |
| 11.                                              | Italien                | Marco Marcato (VCD)     | 5 Pkt.  |
| 12.                                              | Frankreich             | Anthony Charteau (EUC)  | 4 Pkt.  |
| 13.                                              | Italien                | Manuel Quinziato (BMC)  | 3 Pkt.  |
| 14.                                              | Frankreich             | Sylvain Chavanel (QST)  | 2 Pkt.  |
| 15.                                              | Spanien                | Xabier Zandio (SKY)     | 1 Pkt.  |

| Etappenziel in Plateau de Beille nach 168,5 km auf 1780 m |                    |                              |         |
| 1.                                                        | Belgien            | Jelle Vanendert (OLO)        | 20 Pkt. |
| 2.                                                        | Spanien            | Samuel Sánchez (EUS)         | 17 Pkt. |
| 3.                                                        | Luxemburg          | Andy Schleck (LEO)           | 15 Pkt. |
| 4.                                                        | Australien         | Cadel Evans (BMC)            | 13 Pkt. |
| 5.                                                        | Kolumbien          | Rigoberto Urán (SKY)         | 11 Pkt. |
| 6.                                                        | Spanien            | Alberto Contador (SBS)       | 10 Pkt. |
| 7.                                                        | Frankreich         | Thomas Voeckler (EUC)        | 9 Pkt.  |
| 8.                                                        | Luxemburg          | Fränk Schleck (LEO)          | 8 Pkt.  |
| 9.                                                        | Frankreich         | Jean-Christophe Péraud (ALM) | 7 Pkt.  |
| 10.                                                       | Frankreich         | Pierre Rolland (EUC)         | 6 Pkt.  |
| 11.                                                       | Italien            | Ivan Basso (LIQ)             | 5 Pkt.  |
| 12.                                                       | Italien            | Damiano Cunego (LAM)         | 4 Pkt.  |
| 13.                                                       | Vereinigte Staaten | Tom Danielson (GRM)          | 3 Pkt.  |
| 14.                                                       | Belgien            | Kevin De Weert (QST)         | 2 Pkt.  |
| 15.                                                       | Estland            | Rein Taaramäe (COF)          | 1 Pkt.  |

## Aufgaben
- William Bonnet (FDJ): Disqualifikation nach der Etappe: Zeitlimit überschritten